# Bollone
Bollone (Bolù in dialetto bresciano) è una frazione del comune di Valvestino, nella omonima valle in provincia di Brescia.

## Origine del nome
Sono molte le ipotesi avanzate dai ricercatori al riguardo dell'origine del toponimo che deriverebbe, per alcuni, da una parola di origine celtica non più decifrabile mentre per altri dal celtico "beola", betulla, con riferimento agli alberi di tale specie che ancora al giorno d'oggi sono presenti in parte sul suo territorio o da "bou-", "bouo-" che significa vacca, bue. Un'altra interpretazione fa invece risalire il toponimo al termine di derivazione latina "bula", pozza d'acqua, con riferimento ad una sorgente risorgiva, a tal proposito sulla strada provinciale n.9, nel comune di Gargnano, esiste una sorgente detta "Acqua del Bolù".
L'etnografo Bartolomeo Malfatti nel suo "Saggio di toponomastica Trentina" edito nel 1896 riporta che: "Il Bonifacius de Bonlono, nominato nelle Storie Bresciane (Federico Odorici VI 135) sembra appartenere alla Valle di Vestino. Altre carte, in cui si nomini il paesello di Bolone, a me non sono venute sott'occhio. La forma primitiva del nome secondo il documento bresciano sarebbe stata dunque "Bonlonum", né v'ha argomento per rifiutarne la possibilità. I nomi di Bono, Bon, Bons s'incontrano frequenti nella toponomastica dell'alta Italia e della Francia, o in questa forma più semplice o come elemento di nomi composti. Né contrasta alla fonetica degli idiomi italiani il passaggio del nesso n'"l" in "ll", e dialettalmente in semplice (cunula, cun'la=culla, planula, plan'la = pialla, "bonulus", "bonlus", "bollus", Waniczek 1, 375). Tuttavia è possibile che il "Bonlonum" fosse forma studiata dal notajo, o puranco semplice errore di orecchio o di mano.
Nomi analoghi a "Bonlonum" non me ne sono occorsi, mentre a Bolone si può trovare qualche fondamento od attinenza. Bola, Vola o Volae è nome di un'antica città del Lazio. Nelle iscrizioni troviamo i nomi di persona: "Bolus" e "Bolon"= gleba. (De Witt). Tanto negli antichi, che negli odierni idiomi occitanici "bolos" significa limite o confine di campagna (Roquefort, Boucoiran). Il "verbascum thapsus" è detto nel mezzodi della Francia, "Boulhon blanc". Nel francese medioevale "boulon" era sinonimo di "bourbier... et le porterent en ung boulon on bourbier" (Littre, Doucange).
Secondo Natale Bottazzi l'origine del toponimo è altresì da ricercarsi in un gentilizio barbarico, il che significherebbe "terreno di Bollone" dal nome dell'antico proprietario. Il suffisso che in origine era anus ovvero acus si è ridotto alla vocale u. Sempre per lo stesso autore, deriverebbe dal medesimo nome o da nome simile a quello che diede origine a Bollone i villaggi di Bogliaco a Gargnano, Bolano a La Spezia, Bollate a Milano, Bollengo a Torino, Pollone un comune a 622 m di altezza in provincia di Biella. Stessa derivazione hanno i toponimi di Bollone, quartiere-località di Treviglio, Bollone località di Verolengo sempre in Piemonte, Bollone località montana di Teglio in Valtellina sita a 1490 metri di altezza e Bollone località di Mammiano in provincia di Pistoia consistente in uno storico podere diroccato.
Un'ultima ipotesi, avanzata pure per il toponimo del comune di Vobarno, rimanda alla radice celtica "Bö" "By", nel senso di legno o capanna, col significato quindi di riparo in legno. Il toponimo "Bolone" è attestato per la prima volta nella bolla pontificia di papa Urbano III del 7 marzo 1186. Nel 1240 l'abitato è invece menzionato come "Bolono".
Nel comune di Magasa presso malga Bait, è attestato il toponimo Acqua dei Bolù riferito a un rio. Nel 1913 il glottologo Carlo Battisti riportò nella sua ricerca sul dialetto della Val Vestino che gli abitanti del luogo venivano soprannomonati: "Gòs", gozzo, per la sua malformazione dovuta alla pellagra.

## Storia
Bollone trova la sua origine probabilmente in epoca pre-romana come piccolo insediamento di popolazioni “reto-celtiche”: Stoni o Galli Cenomani.
Fu comunità indipendente fino al 1928, anno in cui fu aggregato a quello di Valvestino. Dal censimento del 1921 risultava avere 235 abitanti ed era amministrato da un podestà.
Il centro è nominato per la prima volta in un documento del 1186 ed è il paese natale di Bonifacino, ghibellino e vassallo dell'imperatore, che nel XIII secolo fortificò l'abitato minacciato dalle incursioni dei guelfi bresciani.
Situato sul confine meridionale della Val Vestino, Bollone nei secoli passati, vista la sua posizione strategica tra il Principato vescovile di Trento e la Repubblica di Venezia, fu luogo di passaggio di banditi e truppe. Nell'ottobre del 1754 il bandito Giovanni Maria Ceschi detto Schiopettino di Vestone, lo zio don Francesco Cuchi e la sua banda di trenta uomini assaliva,  in seguito ad un contestato appalto di una partita di legna, l'abitato imponendo con violenza e insulti la consegna da parte dei "Giurati" del Comune di 2.738 tron e di tre mule per il trasporto della refurtiva. Nell'aprile del 1796 a seguito della guerra della Prima coalizione, il villaggio fu presidiato da reparti austriaci della Brigata del generale austriaco Josef Philipp Vukassovich che avevano il compito di collegamento e supporto degli avamposti istituiti nella Riviera di Salò a Gardola e alla Costa per controllare i movimenti delle truppe rivoluzionarie francesi.
La comunità di Bollone unitamente a quelle di Moerna e Magasa, nel novembre del 1844 contribuì con una colletta al sostentamento delle 29 famiglie di Por, frazione di Pieve di Bono, che il giorno 12 ebbero le case distrutte da un furioso incendio.
Nel corso della prima guerra di indipendenza il villaggio nel mese di luglio fu occupato dalla Compagnia del maggiore Borra dei Corpi volontari lombardi  stabilendo così un collegamento tra i reparti dislocati alla Costa di Gargnano e Capovalle. In quell'occasione vi sostò il patriota milanese Leone Palladini diretto alla Costa di Gargnano. Lo stesso capitano Carlo Pisacane ebbe l'ordine dal generale Giacomo Durando nel mese di giugno, poi revocato, di marciare da Tremosine con la sua 5ª Compagnia cacciatori e raggiungere Bollone per rinforzare lo schieramento minacciato da un'invasione austriaca nella Val Vestino.
Il 7 luglio 1866, durante la terza guerra di indipendenza, Giuseppe Garibaldi dal quartier generale della Rocca d'Anfo ordinava a Enrico Guastalla di "far vedere la camicia rossa" a Bollone, Moerna e a Magasa per mezzo della 9ª compagnia del 2º Reggimento Volontari Italiani.
Bollone fino alla metà del secolo scorso era noto per la professionalità dei suoi carbonai che operarono sia in Italia che all'estero.

### La secolare contesa del monte Fassane tra il Comune di Bollone e Gargnano e la definizione dei confini tra l’Austria e la Repubblica di Venezia del 1753
Il 31 agosto del 1752, con il Trattato di Rovereto, la commissione bilaterale istituita per la verifica dei confini tra la Repubblica di Venezia e l’Impero austriaco, composta dal Commissario imperiale regio, il conte Paride di Wolkenstein, dal conte Giuseppe Ignazio de Hormaijr e dal delegato veneto Pietro Correr, sentenziava sull’annosa questione del monte Fassane conteso fra il Comune di Bollone e quello di Gargnano e inutilmente risolta nonostante le antecedenti convenzioni stipulate fra le parti in causa risalenti al 1470 e al 1723. La proprietà promiscua di questo monte, giuridicamente appartenente al territorio del Comune di Gargnano, ma da tempi immemorabili goduta regolarmente da quello di Bollone, aveva generato animose e continue liti fra i rispettivi abitanti che vi possedevano fondi agricoli. Un primo accordo stabilito nel lontano 1470, confermato nei contenuti anche nel 1723, prevedeva espressamente “che l’istessi Comune ed uomini de Bolono possino, et vagliono pascolar a loro piacere, e tagliar legnami se suo uso solamente nel medesimo in qual uso s’intenda per fabricar case, overo baite per l’istessi di Bolono solamente in detto monte come sopra e parimente siino tenuti ricever l’investitura del medesimo monte di nove anni in nove dal Comun ovver dal Sindico del Comune di Gargnano e pagare per affitto livello del monte alla festa dell’Epifania o entro la sua ottava soldi 32 di planeti”  , mentre ai Gargnanesi era concessa la piena facoltà di pascolare il bestiame, falciare i foraggi e tagliare i legnami senza nessuna limitazione di sorta. Come al solito i patti non furono rispettati e l’11 agosto del 1751 il provveditore veneto di Salò, Giovanni Valier, con una lettera informava la sopra citata commissione che da poco tempo era stata nominata dai due governi, che i Bollonesi avevano nuovamente violato gli accordi pascolando abusivamente in località Smalze 146 pecore e capre suscitando, per di più, la giusta reazione dei suoi amministrati Gargnanesi con il sequestro di tutti gli animali e la cacciata in malo modo dei ragazzi e delle donne che custodivano il suddetto gregge. Il mese successivo, il 4 settembre, il conte Giuseppe Nicolò Lodron veniva informato dai Bollonesi dell’avvenuta riconsegna, a seguito dell’interessamento del provveditore, del bestiame sequestrato previo “pagamento di 50 lire oltre 100 lire o più di spese varie qua e là per procurar la restituzione”. La reazione del conte fu durissima; a sua volta informava e richiedeva perentoriamente alla commissione “di condannare la comunità di Gargnano a rifar non solo la comunità di Bolone dagli danni avuti per lo spoglio degli animali ma anche a dichiarar la montagna entro intieramente i confini del territorio Lodroneo e della comunità di Bolone”. Alla fine si arrivò al sodo e “per allontanare adunque ogni pericolo di nuove dissensioni, fu stabilito dalla Commissione di voler levare intieramente ed estinguere la promiscuità, mediante una proporzionata divisione del monte Fassane sudetto, assegnandone a cadauno de memorati due communi la sua parte, la quale possano privatamente godere”. La parte destra, ossia a sud, toccò a Gargnano con la riconferma del diritto di proprietà sull’intero monte, quella sinistra, a nord, corrispondente all’attuale Valle di Fassane a Bollone, che a sua volta s’impegnava a pagare un canone annuo di 64 lire planet, ma con l’esonero degli affitti non pagati negl’anni precedenti. L'accordo del 1753 in sostanza arretrò il confine di Bollone dal Dosso o Pozza di Fassane alla Val Brusa con una perdita di alcuni ettari di terreno boscoso e pascolivo necessario all'economia di sussistenza di Bollone.

### Il contrabbando del 1800

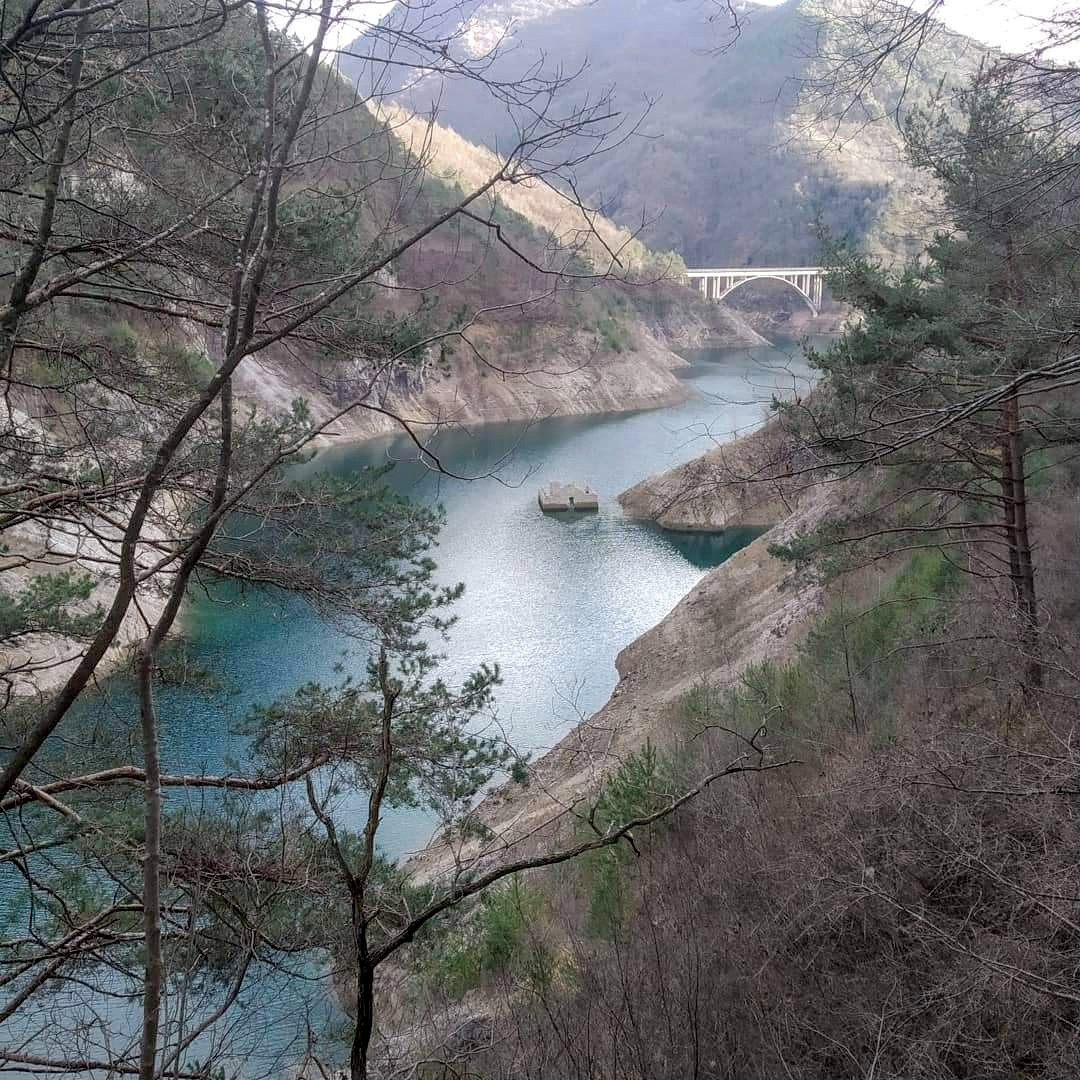
L'ex caserma o casello della Regia Guardia di Finanza alla Patoàla, oltre il ponte sul Rio Costa

Il contrabbando delle merci per evitare i dazi di importazione fu un problema secolare per quegli stati confinanti con la Val Vestino. Già nel 1615 il provveditore veneto di Salò, Marco Barbarigo, riferiva che "non si ha potuto usare tanta diligenza che non se sia passato sempre qualcuno per quei sentieri scavezzando i monti per la Val di Vestino et con proprij barchetti traghettando il lago d'Idro et anco per terra, entrando nella Val di Sabbio nel bresciano andarsene al suo viaggio". In tal modo allertava il Consiglio dei Dieci sulla permeabilità dei confini di stato nelle zone montane con la stessa Repubblica di Venezia che poteva ovviamente diventare particolarmente pericolosa nel casi di passaggi di banditi, contrabbandieri o per persone che violavano le misure sanitarie eccezionali, la nota "quarantena", che veniva applicata ai viaggiatori provenienti da luoghi dove erano scoppiate.
Verso il 1882 il Regno d'Italia completò la cinturazione dei confini di Stato della Val Vestino con la costruzione dei tre citati Caselli di Dogana presidiati dai militi della Regia Guardia di Finanza.  Le cronache narrano che presso il Casello di Dogana di Gargnano, della Patoàla, il professor Bartolomeo Venturini era solito nascondere il tabacco nel cappello per sfuggire ai controlli e alla tassazione.
Nel 1886 una relazione dell'amministrazione delle gabelle del Regio ministero delle Finanze affermava che il contrabbando era favorito dall'aggravamento delle tasse di produzione del Regno, dei dazi di confine e del prezzo dei tabacchi. La frontiera dell'austria-ungheria, presidiata da pochi agenti era particolarmente estesa e costoro non erano in grado di contenere "la fiumana di contrabbando irrompente con sfrontata audacia su tutti i punti di questa estesissima linea". Così furono istituite nuove Brigate di Finanza tra cui a Idro e Gargnano considerati "punti esposti".
Bollone come Moerna, ma in generale tutti gli abitati di Valle e dell'Alto Garda Trentino e Bresciano, terre prossime alla linea di confine, diventarono così un crocevia strategico per il contrabbando di merci tra il territorio della Riviera di Salò e il Trentino attraverso la zona montuosa del monte Vesta, del monte Stino e dei monti della Puria. Lo storico toscolanese Claudio Fossati (1838-1895) scriveva nel 1894 che il contrabbando dei valvestinesi era l'unico stimolo a violare le leggi in quanto era fomentato dalle ingiuste tariffe doganali, dai facili guadagni e dalla povertà degli abitanti.
Nel 1894 è documentato il contrasto al fenomeno: l'Intendenza di Brescia comunicava che il brigadiere Rambelli Giovanni in servizio al Casello di Gargnano ottenne il sequestro di chilogrammi 93 di zucchero e chilogrammi 1.500 di tabacco di contrabbando e fu premiato con lire 25.  La guardia Bacchilega Luigi in servizio alla sezione di Dogana di Bocca di Paolone ottenne il sequestro di chilogrammi 47 di zucchero con l'arresto di un contrabbandiere e l'identificazione di un'altra persona, fu premiato con lire 15. Lo stesso Bacchilega Luigi e la guardia Carta Giuseppe ottennero il sequestro di chilogrammi 70 di zuccherocon l'arresto di un contrabbandiere e furono premiati con lire 30 per la prima operazione e con lire 20 per la seconda. Nello stesso anno il comandante della Regia Guardia di Finanza del Circolo di Salò ispezionò la sede di Gargnano, il Casello di Gargnano e la sezione di Hano.
Donato Fossati (1870-1949), il nipote, raccolse la testimonianza di Giacomo Zucchetti detto "Astrologo" di Gaino, un ex milite sessantenne della Regia Guardia di Finanza, pure soprannominato per la sua appartenenza al Corpo, "Spadì", in servizio nella zona di confine tra il finire dell'Ottocento e l'inizio del Novecento, il quale affermava che "i contrabbandieri due volte la settimana in poche ore, sorpassata la montagna di Vesta allora linea di confine coll'Austria e calati a Bollone, ritornavano carichi di tabacco, di zucchero e specialmente di alcool, che rivendevano ai produttori d'acqua di cedro specialmente" della Riviera di Salò.. Al contrario per importare merci di contrabbando dal basso lago di Garda, i contrabbandieri di Val Vestino si avvalevano dell'approdo isolato della "Casa degli Spiriti" a Toscolano Maderno. Qui sbarcate le merci e caricatele a basto di mulo, salivano per il ripido sentiero di Cecina inoltrandosi furtivamente oltre la linea doganale eludendo così la vigilanza della Regia Guardia di Finanza. Noto è pure il caso a fine secolo, del brigadiere del Casello di Gargnano che recandosi, senza armi e in abiti civili, a Bollone per compiere le indagini sul traffico illecito di confine, creò un caso diplomatico tra i due Paesi.
Nel 1903 una forte scossa di terremoto fu avvertita al Casello di Gargnano passata la mezzanotte del 30 al 31 maggio producendo dei danni lievi alla struttura senza pregiudicarne l'operatività mentre riferirono i militari che passò inosservata la scossa principale delle 8 e trenta del 29 maggio.

### I primi giorni della Grande Guerra. L'avanzata dei bersaglieri italiani
Cima Gusaur e Cima Manga in Val Vestino facevano parte fin dall'inizio della Grande Guerra dell'Impero austro-ungarico e furono conquistate dai bersaglieri italiani del 7º Reggimento nel primo giorno del conflitto, il 24 maggio 1915, sotto la pioggia. In vista dell’entrata in guerra del Regno di Italia contro l’Impero austro-ungarico, il Reggimento fu mobilitato sull’Alto Garda occidentale, inquadrato nella 6ª Divisione di fanteria del III Corpo d’Armata ed era composto dai Battaglioni 8°, 10° e 11° bis con l'ordine di raggiungere in territorio ostile la prima linea Cima Gusaner (Cima Gusaur)-Cadria e poi quella Bocca di Cablone-Cima Tombea-Monte Caplone a nord.
Il 20 maggio i tre Battaglioni del Reggimento raggiunsero Liano e Costa di Gargnano, Gardola a Tignale e Passo Puria a Tremosine in attesa dell’ordine di avanzata verso la Val Vestino. Il 24 maggio i bersaglieri avanzarono da Droane verso Bocca alla Croce sul monte Camiolo, Cima Gusaur e l'abitato di Cadria, disponendosi sulla linea che da monte Puria va a Dosso da Crus passando per Monte Caplone, Bocca alla Croce e Cima Gusaur.
Lo stesso 24 maggio, da Cadria, il comandante, il colonnello Gianni Metello, segnalò al Comando del Sottosettore delle Giudicarie che non si trovavano traccia, né si sapeva, di lavori realizzati in Valle dal nemico, le cui truppe si erano ritirate su posizioni tattiche al di là di Val di Ledro. Evidenziava che nella zona, priva di risorse, con soltanto vecchi, donne e fanciulli, si soffriva la fame. Il giorno seguente raggiunsero il monte Caplone ed il monte Tombea senza incontrare resistenza.
Lorenzo Gigli, giornalista, inviato speciale al seguito dell'avanzata del regio esercito italiano scrisse: "L'avanzata si è svolta assai pacificamente sulla strada delle Giudicarie; e uguale esito ebbe l'occupazione della zona tra il Garda e il lago d'Idro (valle di Vestino) dove furono conquistati senza combattere i paesi di Moerna, Magasa, Turano e Bolone. Le popolazioni hanno accolto assai festosamente i liberatori; i vecchi, le donne e i bambini (chè uomini validi non se ne trova no più) sono usciti incontro con grande gioia: I soldati italiani!
Gli austriaci, prima di andarsene, li avevano descritti come orde desiderose di vendetta. Ed ecco, invece, se ne venivano senza sparare un colpo di fucile...A Magasa un piccolo Comune della valle di Vestino i nostri entrarono senza resistenza. Trovarono però tutte le case chiuse. L'unica persona del paese che si potè vedere fu una vecchia. Le chiesero: "Sei contenta che siano venuti gli italiani?". La vecchia esitò e poi rispose con voce velata dalla paura: "E se quelli tornassero?". «Quelli», naturalmente, sono gli austriaci. Non torneranno più. Ma hanno lasciato in questi disgraziati superstiti un tale ricordo, che non osano ancora credere possibile la liberazione e si trattengono dall'esprimere apertamente la loro gioia pel timore di possibili rappresaglie. L'opera del clero trentino ha contribuito a creare e ad accrescere questo smisurato timore. Salvo rare eccezioni (nobilissima quella del principe vescovo di Trento, imprigionato dagli austriaci), i preti trentini sono i più saldi propagandisti dell'Austria. Un ufficiale mi diceva: "Appena entriamo in un paese conquistato, la prima persona che catturiamo è il prete. Ne vennero finora presi molti. È una specie di misura preventiva...".
Il 27 maggio occuparono più a nord Cima spessa e Dosso dell’Orso, da dove potevano controllare la Val d’Ampola, e il 2 giugno Costone Santa Croce, Casetta Zecchini sul monte Calva, monte Tremalzo e Bocchetta di Val Marza. Il 15 giugno si disposero tra Santa Croce, Casetta Zecchini, Corno Marogna e Passo Gattum; il 1º luglio tra Malga Tremalzo, Corno Marogna, Bocchetta di Val Marza, Corno spesso, Malga Alta Val Schinchea e Costone Santa Croce. Il 22 ottobre il 10º Battaglione entrò in Bezzecca, Pieve di Ledro e Locca, mentre l’11° bis si dispose sul monte Tremalzo. Nel 1916 furono gli ultimi giorni di presenza dei bersaglieri sul fronte della Val di Ledro: tra il 7 e il 9 novembre i battaglioni arretrarono a Storo e di là a Vobarno per proseguire poi in treno verso Cervignano del Friuli e le nuove destinazioni.

### 1943, l'aviolancio a Vesta di Cima e le operazioni di recupero
Instaurata la Repubblica Sociale Italiana di Benito Mussolini nel nord Italia nel settembre del 1943, già l’8 dicembre avvenne uno dei primi lanci aerei alleati a sostegno delle forze partigiane delle Brigate Fiamme Verdi operanti nell'entroterra gardesano.
Difatti alla fine di ottobre il CLN di Brescia gestì i contatti con gli alleati e dalla fine di novembre i gruppi partigiani coordinati da Giacomo Perlasca erano in attesa dell'invio delle prime armi in Valle Sabbia. Inizialmente venne individuato un campo a Vesta di Cima tra il monte Vesta e il monte Pallotto, nel comune di Gargnano, presso la malga Salvadori di Bollone in Valvestino dove lanciare i rifornimenti e fu valutato “scomodo perché distante, ma abbastanza sicuro ed esteso”. Il lancio sembrava imminente già agli inizi di novembre, infatti alcuni uomini partirono da Nozza, Lavenone, Idro e Anfo per raggiungere il campo a Vesta di Cima. Una volta arrivati sul posto, questi gruppi rimasero ad aspettare per quindici giorni ma il volo fu rimandato diverse volte a causa del maltempo. Il campo rimase controllato fino al 28 novembre, dopodiché i gruppi dovettero allontanarsi a causa di una notizia di rastrellamento della Feldgendarmerie che in effetti sarebbe avvenuto il giorno successivo. L'8 dicembre, alle ore 19, "un aereo a bassa quota sorvola e gira per due volte da Vobarno a Degagna e al secondo la sua direzione è fra Gardoncello e Degagna. Il lancio doveva riuscire alla perfezione se non fosse stato sganciato qualche attimo prima, ingannati [gli aviatori] dal fuoco di carbonai situati fra Prato della Noce e Campiglio.
Il materiale cadde erroneamente lungo la valletta che dalla Degagna conduce a Campiglio e secondo Giorgio Bocca fu "l'unico lancio, sulle montagne della Lombardia, a titolo sperimentale, con armi e vestiario per trenta uomini". Si trattava di circa 20 quintali di materiale vario dei quali prontamente se ne impossessarono i montanari che nascosero, escluse le armi, nelle loro case e nei fienili ad uso proprio. Nei giorni seguenti l'equipaggiamento non poté essere recuperato dai partigiani data la reticenza della popolazione locale e solamente di fronte alla minaccia di fucilare qualcuno, donne e bambini cominciarono a collaborare indicando i luoghi dove trovare le armi ed il resto del rifornimento. Recuperata ogni cosa, il tutto fu trasportato e sistemato per essere avviato in un sicuro nascondiglio sul monte Spino. Nei primi di gennaio del 1944 un gruppo di partigiani delle "Fiamme Verdi" di Sabbio Chiese si recò in quella località per ritirare una parte delle armi e trasportarle in Val Trompia, ma la ricerca del materiale suscitò non poche resistenze tra i montanari, alcuni dei quali denunciarono ai Carabinieri le azioni di recupero da parte degli stessi, suscitando nel contempo anche l’interesse dei fascisti ed in particolare della “banda di Ferruccio Sorlini” delle Brigate Nere, al servizio dell'Ufficio Politico (UPI) della Questura di Brescia. Così il 13 gennaio nell’ambito di un rastrellamento che interessò la Val Trompia e la Valle Sabbia dall’11 al 16, una pattuglia di sei militi forestali catturò nella cascina di monte Spino i cinque partigiani incaricati di sorvegliare il nascondiglio della armi. In quell’occasione, furono sequestrate una trentina di bombe a mano, denaro e documenti che avrebbero dovuto comprovare la loro partecipazione alla Resistenza, oltre che, probabilmente, degli elenchi di nomi che avrebbero causato altri arresti ad Anfo, Vestone e Vobarno. I cinque furono portati a Gargnano e consegnati al Comando delle SS ove vennero interrogati dalla Guardia Nazionale Repubblicana.  Il giorno dopo furono tradotti prima al Comando dei Battaglioni M e poi all’imbocco della prima galleria dopo Gargnano,  in località Casel de la Tor, per essere fucilati. L’unico ad esserlo fu Mario Boldini, gli altri quattro furono tradotti nelle carceri di Canton Mombello di Brescia.

## Monumenti e luoghi di interesse

### La pratica delle carbonaie
Sulle montagne dell'ex Comune sono presenti numerose e antiche aie carbonili simbolo di una professione ormai scomparsa da decenni. Quella della carbonaia, pojat in dialetto locale,  era una tecnica molto usata in passato in gran parte del territorio alpino, subalpino e appenninico, per trasformare la legna, preferibilmente di faggio, ma anche di abete, carpino, larice, frassino, castagno, cerro, pino e pino mugo, in carbone vegetale.  I valvestinesi erano considerati degli esperti carbonai, carbonèr così venivano chiamati, come risulta anche dagli scritti di Cesare Battisti. I primi documenti relativi a questa professione risalgono al XVII secolo, quando uomini di Val Vestino richiedevano alle autorità della Serenissima i permessi sanitari per potersi recare a Firenze e a Venezia. Essi esercitarono il loro lavoro non solo in Italia ma anche nei territori dell'ex impero austro-ungarico, in special modo in Bosnia Erzegovina, e negli Stati Uniti d'America di fine Ottocento a Syracuse-Solvay.
Nonostante questa tecnica abbia subito piccoli cambiamenti nel corso dei secoli, la carbonaia ha sempre mantenuto una forma di montagnola conica, formata da un camino centrale e altri cunicoli di sfogo laterali, usati con lo scopo di regolare il tiraggio dell'aria. Il procedimento di produzione del carbone sfrutta una combustione imperfetta del legno, che avviene in condizioni di scarsa ossigenazione per 13 o 14 giorni.
Queste piccole aie, dette localmente ajal, jal o gial,  erano disseminate nei boschi a distanze abbastanza regolari e collegate da fitte reti di sentieri. Dovevano trovarsi lontane da correnti d'aria ed essere costituite da un terreno sabbioso e permeabile. Molto spesso, visto il terreno scosceso dei boschi, erano sostenute da muri a secco in pietra e nei pressi il carbonaio vi costruiva una capanna di legno per riparo a sé e alla famiglia. In queste piazzole si ritrovano ancor oggi dei piccoli pezzi di legna ancora carbonizzata. Esse venivano ripulite accuratamente durante la preparazione del legname.
A cottura ultimata si iniziava la fase della scarbonizzazione che richiedeva 1-2 giorni di lavoro. Per prima cosa si doveva raffreddare il carbone con numerose palate di terra. Si procedeva quindi all'estrazione spegnendo con l'acqua eventuali braci rimaste accese. La qualità del carbone ottenuto variava a seconda della bravura ed esperienza del carbonaio, ma anche dal legname usato. Il carbone di ottima qualità doveva "cantare bene", cioè fare un bel rumore. Infine il carbone, quando era ben raffreddato, veniva insaccato e trasportato dai mulattieri verso la Riviera del Garda per essere venduto ai committenti. Di questo carbone si faceva uso sia domestico che industriale e la pratica cadde in disuso in Valle poco dopo la seconda guerra mondiale soppiantato dall'uso dell'energia elettrica, del gasolio e suoi derivati.

## Architetture religiose

### La chiesa di San Michele Arcangelo
La chiesa fu riedificata nel 1875 e possiede oggetti di valore artistico. Fu riconsacrata il 14 agosto 1960 dal vescovo ausiliare di Trento mons. Oreste Rauzi. Dal 1863 al 1870 fu curato di Bollone don Pietro Porta.

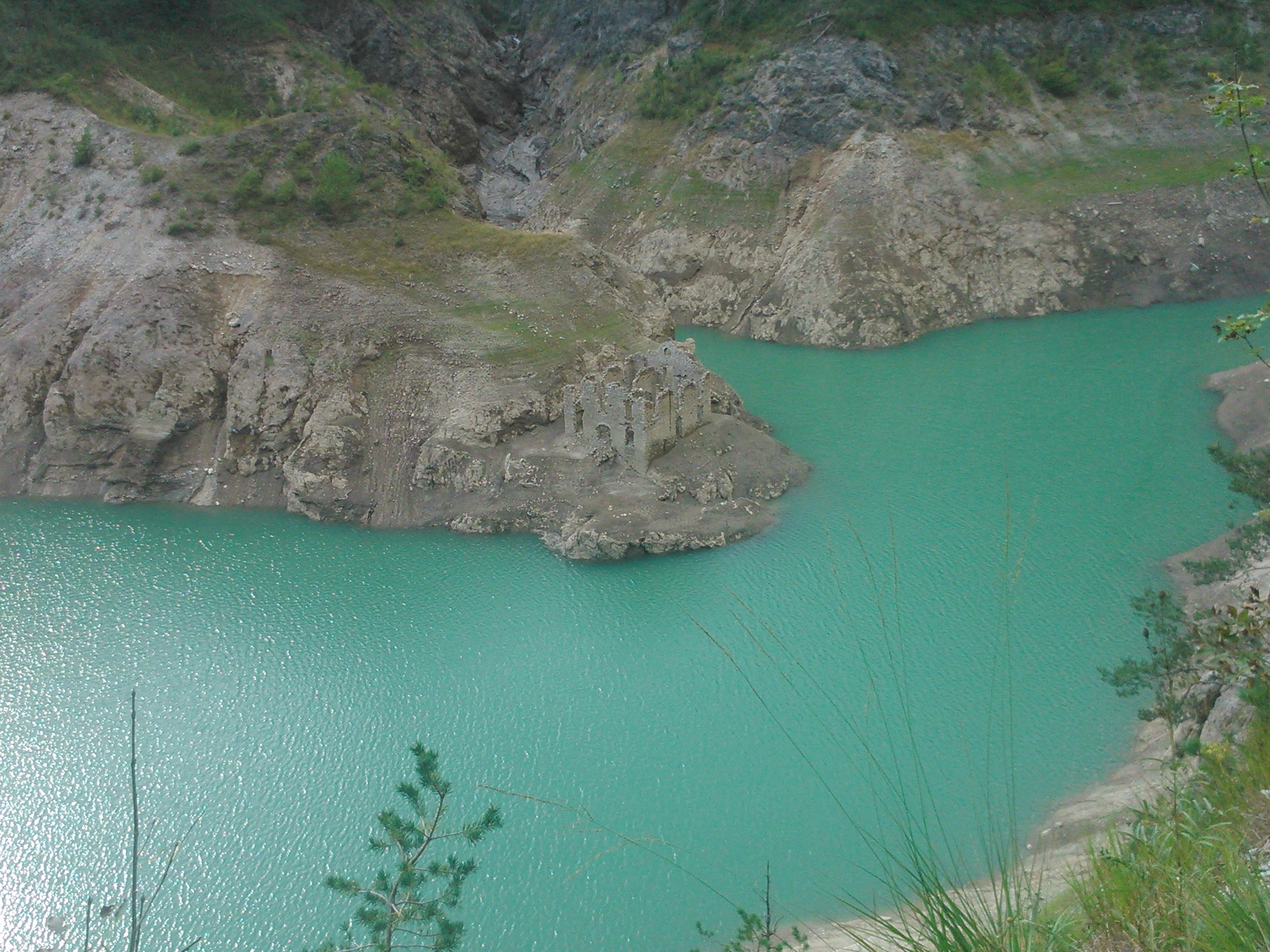
L'ex Casello di Dogana, tra Italia e Austria, della Patoàla nella Valle del torrente Toscolano.

### La santella religiosa della famiglia Odorici
Un tempo la profonda religiosità popolare delle genti di questa valle si esprimeva spesso con l'erezione di opere sacre e l'apposizione di "segni" che avevano lo scopo di garantire un quotidiano "filo diretto" con il Creatore. C'era sempre qualche buon motivo per ringraziarlo per invocarne la benevolenza. Cosi, lungo le stradine di campagna e le mulattiere di montagna è facile imbattersi in vecchi manufatti ormai spesso offuscati, dalla patina del tempo: croci, tabernacoli, capitelli, lapidi in ricordo di eventi tragici, piccoli dipinti votivi realizzati per grazie ricevute. Presso di essi il viandante sostava qualche attimo in rispettosa preghiera: anche il passante più frettoloso, vi gettava almeno uno sguardo, elevando un pensiero al Cielo.
Il capitello o santella "famiglia Odorici", è sito poco fuori l'abitato lungo l'antica mulattiera che si collega al mulino di Capovalle e fu edificato nel secolo scorso, nel 1909, per volontà della pia benefattrice Maria Odorici e della sua famiglia. Il manufatto si presenta con una finestra centrale e le strutture verticali sono in muratura portante. La copertura sono a due falde simmetriche con il manto in coppi. La santella è dedicata alla Madonna col Bambino. Si trova in condizioni veramente precarie, in pieno stato di abbandono con la copertura pericolante e gli affreschi originali compromessi dagli eventi atmosferici. All'interno della finestra in posizione centrale vi è il dipinto di Santa Maria Assunta con bambino Gesù e reca in un timpano superiore la scritta "Maria Odorici e famiglia fecero fare 1909". Alla sua destra vi è il dipinto di Santa Maria con la scritta in alto: "O dolce cuor di Maria, proteggi per questa via"  e, infine, alla sua sinistra, l'immagine di Gesù Cristo con l'orazione  "O dolce cuor del mio Gesù ch'io tami sempre più". L'ingresso non è chiuso da cancello.

### Domenico Salvadori, il benefattore
Un atto della pretura di Condino del 1833 rende noto le volontà testamentarie di Domenico Salvadori a favore dei suoi compaesani e della Chiesa locale:
"Pubblicazione per la terza volta. 
N. 76. D. 1855. EDITTO. Nel giorno 2 luglio di quest' anno mancò ai viventi di Bollone nella Valle di Vestino il nubile Domen. de Domen. Salvadori, anto li 9 giugno 1783. Le sue sostanze posteriormente inventariate, che formano un asse depurato di F. 64: 51 V. V. M. C.. giusta l'atto vocale di sua ultima volontà, dd. 1. luglio detto, volle che sieno realizzate mediante pubblica asta, che poscia dopo aver soddisfatte le spese della sua tumulazione, una quarta parte ne sia impiegata nella dispensa di tanto sale alle famiglie di Bollone, un'altra della quarta parte nella celebrazione di tante sante messe per suffragare la sua anima, e quella dei predefunti parenti, un'altra sia per la venerabile chiesa curata la di Bollone e l'ultima in fine sia divisa in egual proporzione fra la sudd. Chiesa pell'altare del SS. Sacramento, e quella parrocchiale di Turano pure a profitto del suo altare al SS. Sacramento. Non conoscendosi gli aventi diritti per legge a quest'eredità, si diffidano quindi i medesimi a dover tanto più sicuramente entro un anno dall'odierna data presentare la di loro relativa insinuazione a questa Pretura, giustificando eziandio il grado della loro parentela, nel mentre elle in caso diverso si procederebbe senz'altro alla ventilazione ereditaria in confronto dei soli rappresentanti legali dei suddetti percipienti testamentari e verrebbe anche a loro fatta la rispettiva aggiudicazione. Dall'i. r. Pretura, Condino, 24 agosto 1833. Giovanelli".

## Galleria d'immagini

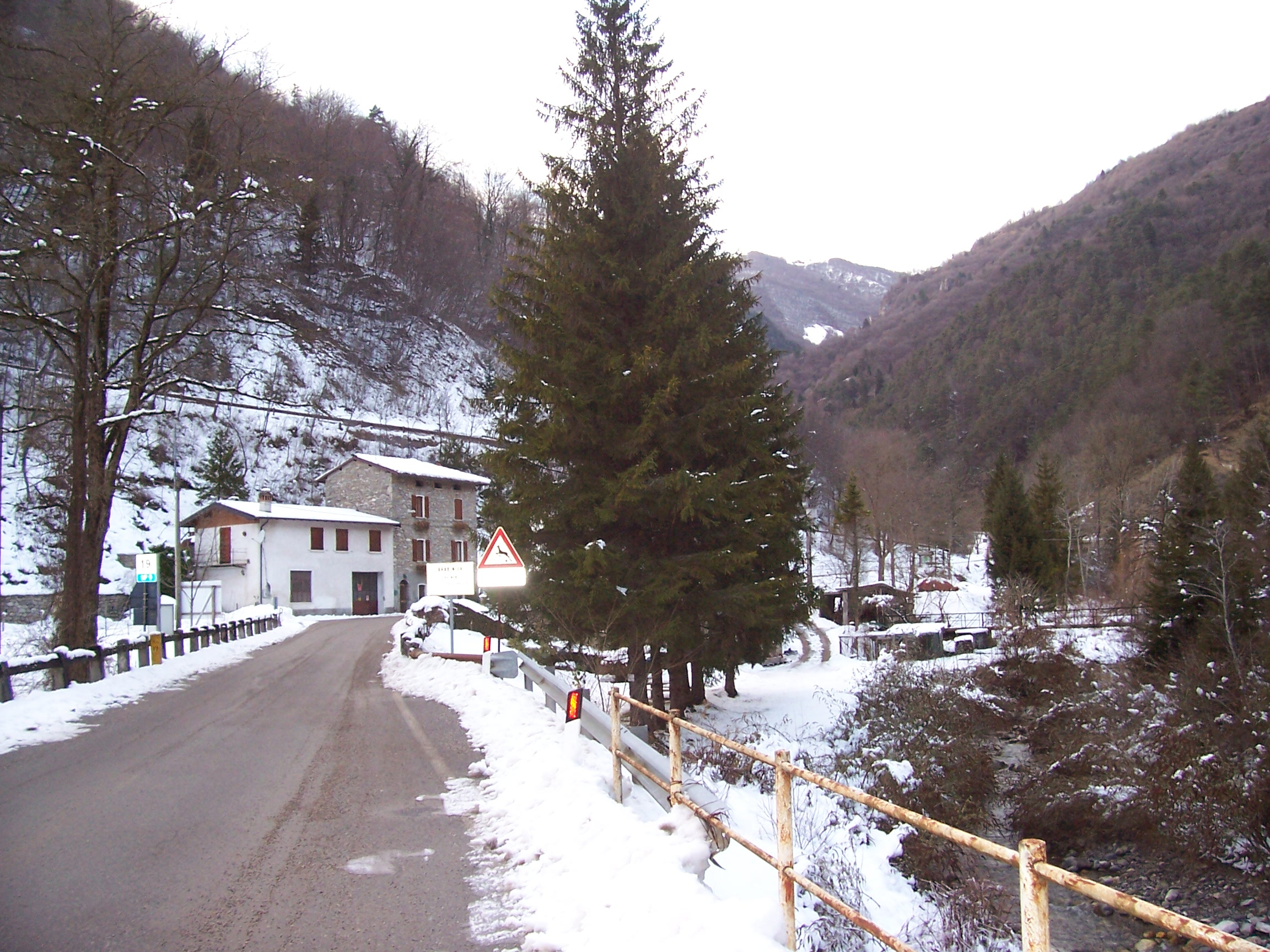
Molino di Bollone e a fianco il torrente Toscolano
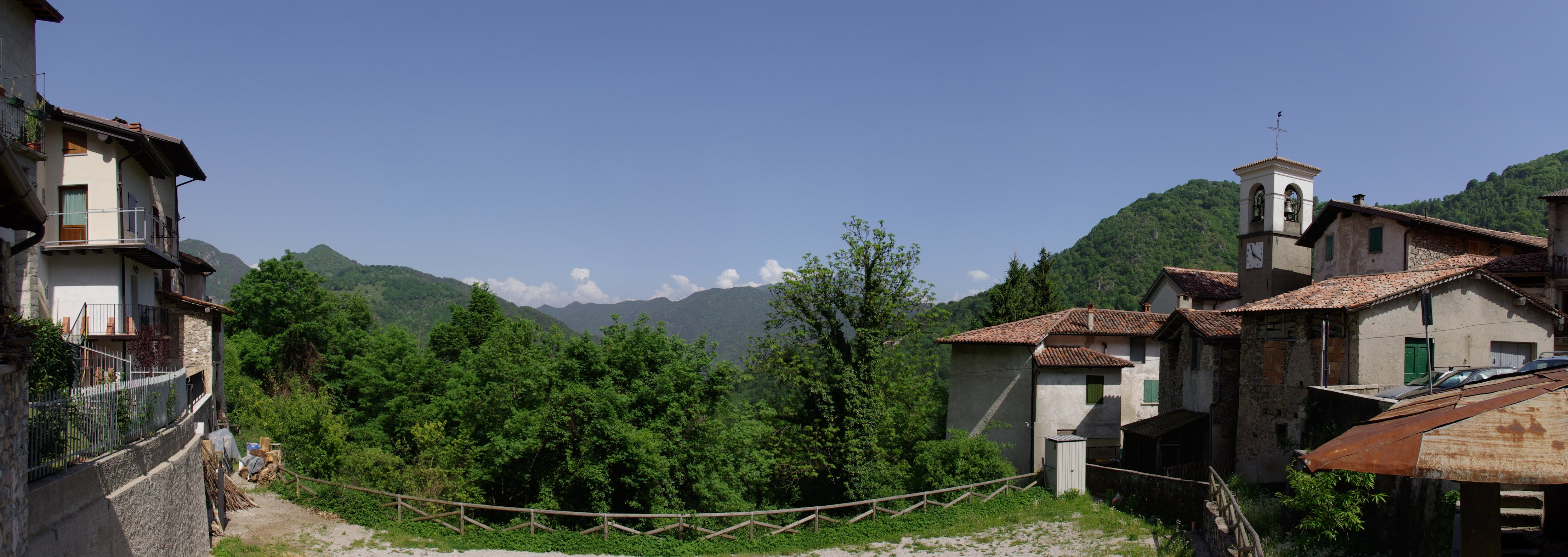
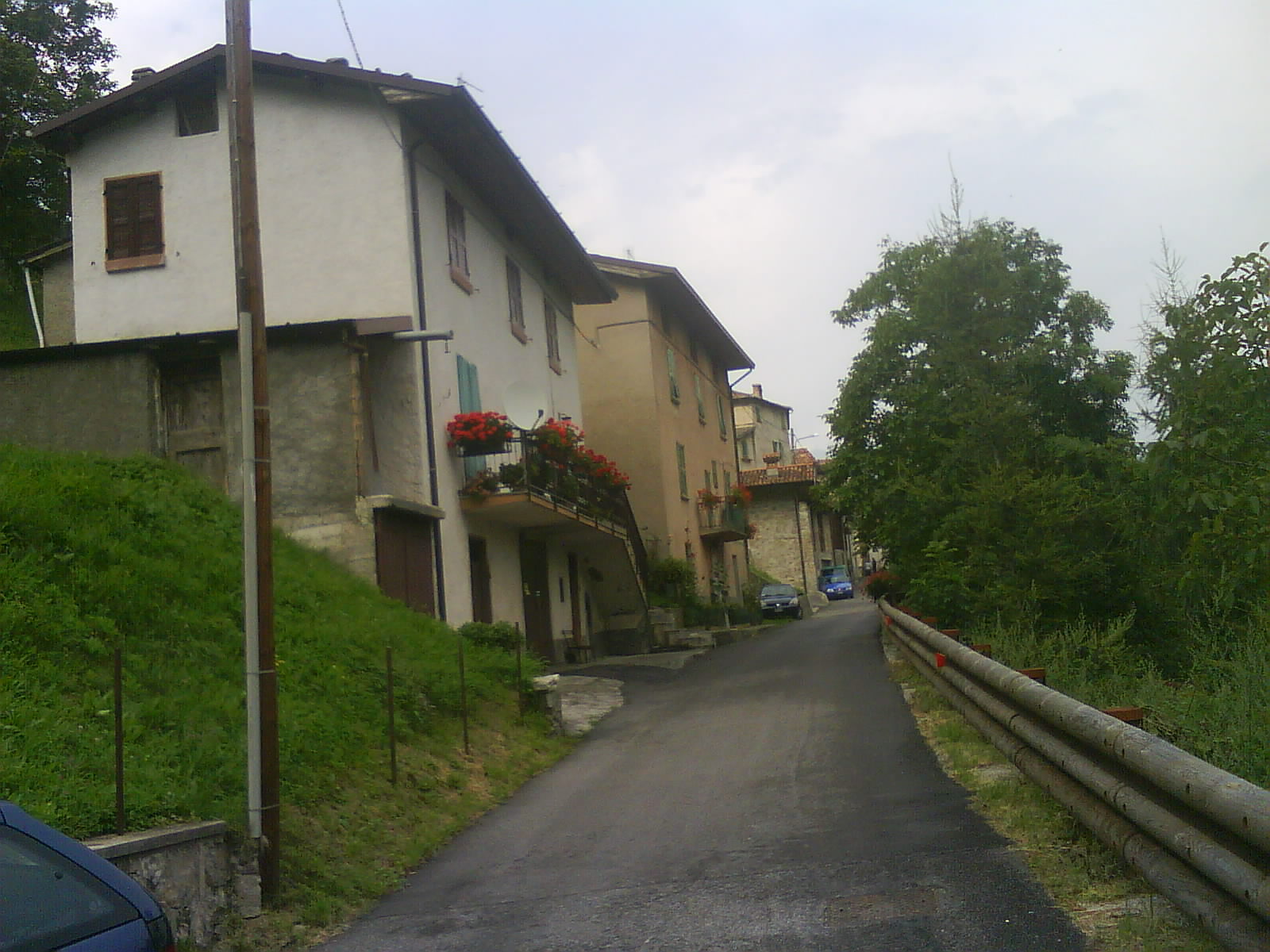